# Kucharczyk
Kucharczyk (forma żeńska: Kucharczyk/Kucharczykowa/Kucharczykówna; liczba mnoga: Kucharczykowie) – polskie nazwisko. Na początku lat 90. XX wieku w Polsce nosiły je 10474 osoby.

## Znani Kucharczykowie
- Alfred Kucharczyk (1937–2020) – polski gimnastyk
- Anna Kosek (ur. 1963) – polska siatkarka
- Antoni Kucharczyk (1874–1944) – polski poeta ludowy
- Ewa Bończak-Kucharczyk (ur. 1950) – polska działaczka samorządowa
- Grzegorz Kucharczyk (ur. 1969) – polski historyk
- Jacek Kucharczyk (ur. 1962) – polski socjolog
- Jacek Kucharczyk (ur. 1954) – polski bokser i trener bokserski
- Justyna Kucharczyk – polska projektantka wzornictwa przemysłowego
- Karolina Kucharczyk (ur. 1991) – polska lekkoatletka
- Krzysztof Kucharczyk (ur. 1957) – polski strzelec, inżynier i trener sportowy
- Łukasz Kucharczyk (ur. 1990) – polski pisarz fantasy, literaturoznawca
- Michał Kucharczyk (ur. 1991) – polski piłkarz
- Piotr Kucharczyk (1945–2014) – białoruski fizyk
- Radosław Kucharczyk (ur. 1981) – polski romanista
- Robert Kucharczyk (XX–XXI w.) – polski fizyk
- Zygmunt Kucharczyk (ur. 1954) – polski polityk, nauczyciel akademicki